# Ramón Barba Guichard
Ramón Barba Guichard (Madrid, 7 de octubre de 1892-Bogotá, 4 de mayo de 1964) fue un escultor colombo-español que hizo revivir la talla en madera que se había abandonado en Colombia durante muchos años. Sus esculturas tienen una gran fuerza expresiva.

## Formación
Nacido el 7 de octubre de 1892, en el barrio de Chamberi, de Madrid, fue el segundo de los doce hijos del matrimonio del forjador Julián Barba y Carmen Guichard.
A los 13 años de edad ingresó a la Escuela de Artes y Oficios de Madrid y luego a la Escuela de Artes Decorativas, Central San Mateo, de Madrid.
En la Escuela de Artes y Oficios y "ganó una beca para estudiar dibujo al natural en el Círculo de Bellas Artes, mientras trabajaba de día como aprendiz, en el taller de Miguel Blay. Allí aprendió los secretos del modelaje y de la talla, y pasó al mármol la mayoría de los trabajos de Blay, dedicados a personajes históricos y religiosos".

## Trayectoria
Con el fin de independizarse y comenzar a hacer sus propios trabajos, viajó a México, Cuba y en 1925 a Colombia, donde se establece como escultor en la capital, Bogotá.
1927 - Ejecuta un Cristo Labrado para la tumba del pintor Roberto Pizano. Ese mismo año adquiere la nacionalidad colombiana.
1930: Es nombrado profesor de escultura al natural de la Escuela de Bellas Artes de Bogotá.
1930: Participa en la exposición organizada por la Escuela de Bellas Artes con un Busto de J. A. Silva y "Ofrenda a la Diosa Bachué".
Fue uno de los colaboradores más entusiastas del grupo «Bachué» que buscaba la formación de un nacionalismo trascendental, y sobre todo la creación de un arte americano.
1930: Expone al lado de Pierre Daguet en la Sociedad de Arquitectos en Bogotá.
1934: Contrae matrimonio con su discípula Josefina Albarracín. De este matrimonio nacieron tres hijos: Teresa, Carolina y Julián.
1938: El 21 de marzo de 1938 Ramón Barba realizó su primera exposición individual, organizada por Carlos Puyo Delgado, y participa en la exposición colectiva. que fue organizada para conmemorar el cuarto centenario de la fundación de Bogotá, con un busto en mármol de Josefina Albarracín, con el cual obtuvo un premio.
1940: En el V Salón de Artistas Colombianos obtuviene el primer premio en escultura con «Mujer Joven (mármol blanco). Había presentado, además, «Madre del pintor Gómez Jaramillo» (granito de Boyacá) y «Promesero chiquinquireño» (madera del país).
1945: Realiza la que quizás sea su obra más reconocida: «Juramento de un Comunero», escultura en madera de 2.5 metros de altura y de gesto solemne, basada en el tema de la rebelión de los Comuneros del Socorro, en 1781. "Además de la temática social, preferida por Barba, trabajaba obras de carácter religioso, entre las que puede destacarse el alto relieve «El descendimiento», realizado en 1946, talla de 2.75 x 2.45 metros, conjunto de cinco figuras monumentales que representan a Cristo sostenido por su madre, María Magdalena, José de Arimatea y Nicodemus".
1953: Participa en la Exposición Grancolombiana, de la Universidad Javeriana, con la talla en madera «Los Comuneros».
Ese mismo año es nombrado profesor de escultura de la Escuela de Artes de la Pontificia Universidad Javeriana de Bogotá.
1947: Gana el concurso para ejecutar las esculturas de Santa Isabel de Hungría y San Luis Beltrán, patronos de la Catedral de Bogotá. Estas esculturas, que tienen 1,80 m de altura cada una, adornan actualmente el tímpano de la fachada de la Catedral.
1951: Participa en la Exposición Bienal de Madrid con «Descendimiento» y «El Hombre de la Cruz», la cual hace parte del grupo de los Comuneros, al que dedicó por varios años de investigación y trabajo.
1958: Participó en el XI Salón de Artistas Colombianos con «10 de mayo», escultura en arcilla cocida.
"Barba trabajaba sin descanso en su taller de la carrera 15 con calle 19. Comenzaba su oficio todos los días a las 7 de la mañana y terminaba a las 6 de la tarde; no le gustaba trabajar con luz artificial. Una vez terminaba su obra, después de meses de labor, la guardaba tapada en un cuarto anexo al taller. Mientras tallaba, sólo le permitía la entrada a Bernardo Cáceres, un obrero de construcción que tenía contratado para ayudarle a preparar la madera y luego desbastarla. Cáceres estuvo a su lado hasta su muerte; fue su ayudante por cerca de 30 años. Sus restos reposan junto a los del maestro Barba en el cementerio Jardines de Paz".
Además de su inmensa obra artística, el maestro fue asesor de la Plaza de Toros de Santamaría durante 27 años y trabajó con el periódico El Tiempo como fotógrafo durante mucho tiempo.
Algunas de las obras del maestro Ramón Barba se encuentran en el Museo Nacional de Colombia, pero la mayoría de sus obras de gran tamaño se encuentran a la espera de un espacio adecuado en la que fue su residencia, en localidad de Santa Fe, en Bogotá.

## Obras

### Estatuas
- El Indio Sancho, talla en madera
- El Padre Almansa (En el Museo Nacional de Colombia N° 2304).
- Los Promeseros (En el Museo Nacional de ColombiaNº 2305).
- Santa Isabel de Hungría y San Luis Beltrán, en la Iglesia Catedral Primada de Bogotá.
- Guerrillero del Tolima

### Cabezas
- Jaime Jaramillo Arango (mármol)
- Ludwig van Beethoven (piedra), en el Conservatorio de Música de Bogotá
- Niño (propiedad de Alberto Lleras Camargo)

### Bustos
- Promesero boyacense
- José Asunción Silva (colocado primero en el Parque Santander de Bogotá y luego en el Parque de la Independencia. Actualmente en la hacienda de Yerbabuena, del Instituto Caro y Cuervo)
- Pedro A. López
- Doña Josefina Albarracín de Barba, su esposa  (mármol con el cual ganó un premio)
- Los Comuneros (talla en madera)
- Manuela Beltrán (talla en madera)

## Catálogos
- Ramón Barba. Exposición retrospectiva, Comisión v Centenario, Embajada de España, Banco Ganadero, Bogotá, octubre de 1992.
- Catálogo del Museo Nacional. Imprenta Patriótica del Instituto Caro y Cuervo. Bogotá, 1960.

- Datos: Q6099447